# Kovali, Iavoriv
Kovali (în ucraineană Ковалі) este un sat în comuna Zalujjea din raionul Iavoriv, regiunea Liov, Ucraina.

## Demografie
Componența lingvistică a localității Kovali
     Ucraineană (100%)
Conform recensământului din 2001, toată populația localității Kovali era vorbitoare de ucraineană (100%).